# Исследование о человеческом познании
Исследование о человеческом познании (англ. An Enquiry Concerning Human Understanding) — философское сочинение Дэвида Юма, опубликованное в 1748 году.

## Содержание
Юм различает два подхода в моральной философии (moral philosophy): подход со стороны «вкуса и чувства» (taste and sentiment) и подход со стороны разумности (reasonable). Оценка со стороны вкуса подразумевает приписывание ценности (value) объекту мышления. В своей аргументации Юм ссылается на здравый смысл (common sense), а человека (Man) определяет как разумное существо (reasonable being), при этом отмечая его общественный (sociable) и деятельный аспект. Тем самым, Юм предостерегает от увлечения чрезмерными умозрениями, которые далеки от насущных общественных дел. Его кредо: «будь философом, но, предаваясь философии, оставайся человеком». Юм ищет средний путь между легкой и абстрактной философией, требуя, чтобы он сообщал точность различным нашим начинаниям. Восприятия (perceptions) ума он делит на идеи и впечатления (impression). На основании чувств и опыта «творческая сила» (creative power) нашего разума осуществляет работу воображения (imagination), соединяя различные впечатления. Собственно, идеи не что иное как копии наших впечатлений, которые, в свою очередь, основаны на ощущениях. Идея Бога также не составляет исключения. Говоря об ассоциациях идей или о законах, по которым они соединяются (например, о сходстве, смежности и причинности), Юм также утверждает, что все они берутся из опыта и лишь привычка и навык (Habit) учит нас о том, как они должны соединяться. Саму веру (belief) Юм также считает разновидностью чувства (sentiment).
Юм утверждает необходимость свободы для нравственности, так как несвободные поступки не могут быть достойны ни похвалы, ни порицания.